# جیروکاستر
جیروکاستر (به یونانی: Argyrókastron) ، (به ایتالیایی: Argirocastro) شهری در جنوب کشور آلبانی و مرکز استانی به همین نام است.